# Igreja de Nossa Senhora da Penha (Rio de Janeiro)
A Basílica Santuário de Nossa Senhora da Penha de França, popularmente conhecida como Igreja da Penha é um tradicional santuário católico localizado no bairro da Penha, na cidade do Rio de Janeiro, no Brasil.
Erguida no alto de uma pedra, é famosa pelos 382 degraus da escadaria principal, onde muitos fiéis pagam promessas, subindo a pé ou de joelhos. A Basílica (ou Santuário) possui também 3 funiculares para facilitar o acesso das pessoas que não podem subir sua ladeira e escadaria. Todos estão disponíveis gratuitamente.
Anualmente o santuário realiza os festejos da padroeira, no mês de outubro, promovendo a celebração de missas de hora em hora aos domingos, shows religiosos, procissões luminosas, missas campais, apresentação de grupos folclóricos, apresentação de corais e a festa na ladeira de subida ao santuário com as tradicionais barracas de comidas típicas, doces diversos e música ambiente.
A basílica conta com um plano inclinado, popularmente conhecido como "bondinho", para acesso dos fiéis. Funciona diariamente, é mantido pela prefeitura e tem acesso gratuito.

## História

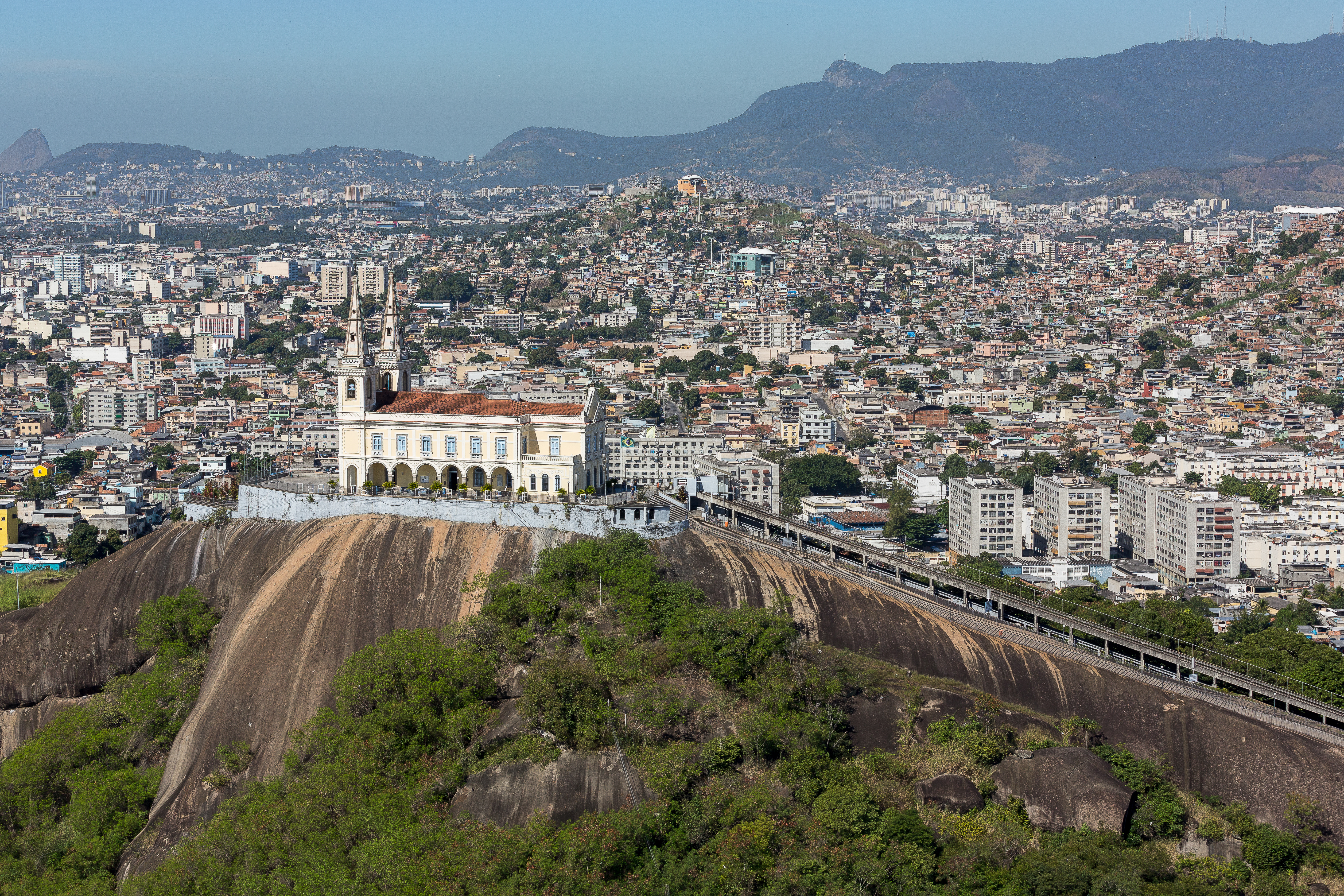
Vista aérea da Igreja da Penha - Rio de Janeiro - RJ - Brasil.

A Igreja Nossa Senhora da Penha, de arquitetura eclética brasileira está localizada na zona norte carioca, no bairro da Penha. Pertencente ao Santuário da Penha, a igreja é alvo de grande devoção dos católicos, atraindo grande fluxo de pessoas durante o ano, principalmente em Outubro, mês que acontecem as festas. O Santuário existe há mais de 380 anos e seu acesso pode ser feito pelas escadarias, que deram fama a Igreja: são 111 metros de altura e 382 degraus que muitas vezes são utilizados pelos fiéis para se pagar promessas.
A história da capela teve início com o dono do quinto da Sesmaria, capitão Baltazar, em 1635 em agradecimento a Nossa Senhora pelo salvamento de um acidente que poderia ter sido fatal. O capitão, querendo ver suas terras do alto da pedra, foi atacado por uma serpente e ao pedir a proteção da Santa, esta mandou um lagarto, inimigo das serpentes, livrando-o do acidente, e em agradecimento mandou construir uma pequena capela no alto da pedra, que foi crescendo e se desenvolvendo até a Igreja atual.
A escadaria viria mais tarde, mais precisamente no ano de 1819. Em 1817, um casal muito piedoso pediu a santa que os dessem um filho, já que eram casados por muito tempo e ainda não tinham filhos. A esposa, Sra. Maria Barbosa, confiou, pediu e prometeu esculpir uma escada no duro granito do Penhasco para tornar mais fácil o acesso a Igreja. No ano seguinte, 1818, o filho veio e finalmente a escadaria estava pronta no ano de 1819. São 382 degraus talhados na pedra, mais do que o número de dias do ano.
A vista da Igreja é exuberante e privilegiada podendo se ver o Cristo Redentor, o Corcovado, a Baía de Guanabara, um pedaço de Teresópolis e também o Aeroporto Internacional do Galeão. Como de costume das igrejas localizadas na costa, a frente está voltada para o mar e as escadarias, que dão fama ao Santuário, levam o visitante para o fundo (costas) da Igreja.[carece de fontes?]
No dia 16 de junho de 2016, o Papa Francisco, atendendo aos pedidos do Cardeal Arcebispo do Rio de Janeiro, Dom Orani João Tempesta, elevou o Santuário Arquidiocesano Mariano de Nossa Senhora da Penha à categoria de Basílica Menor.

## Arquitetura

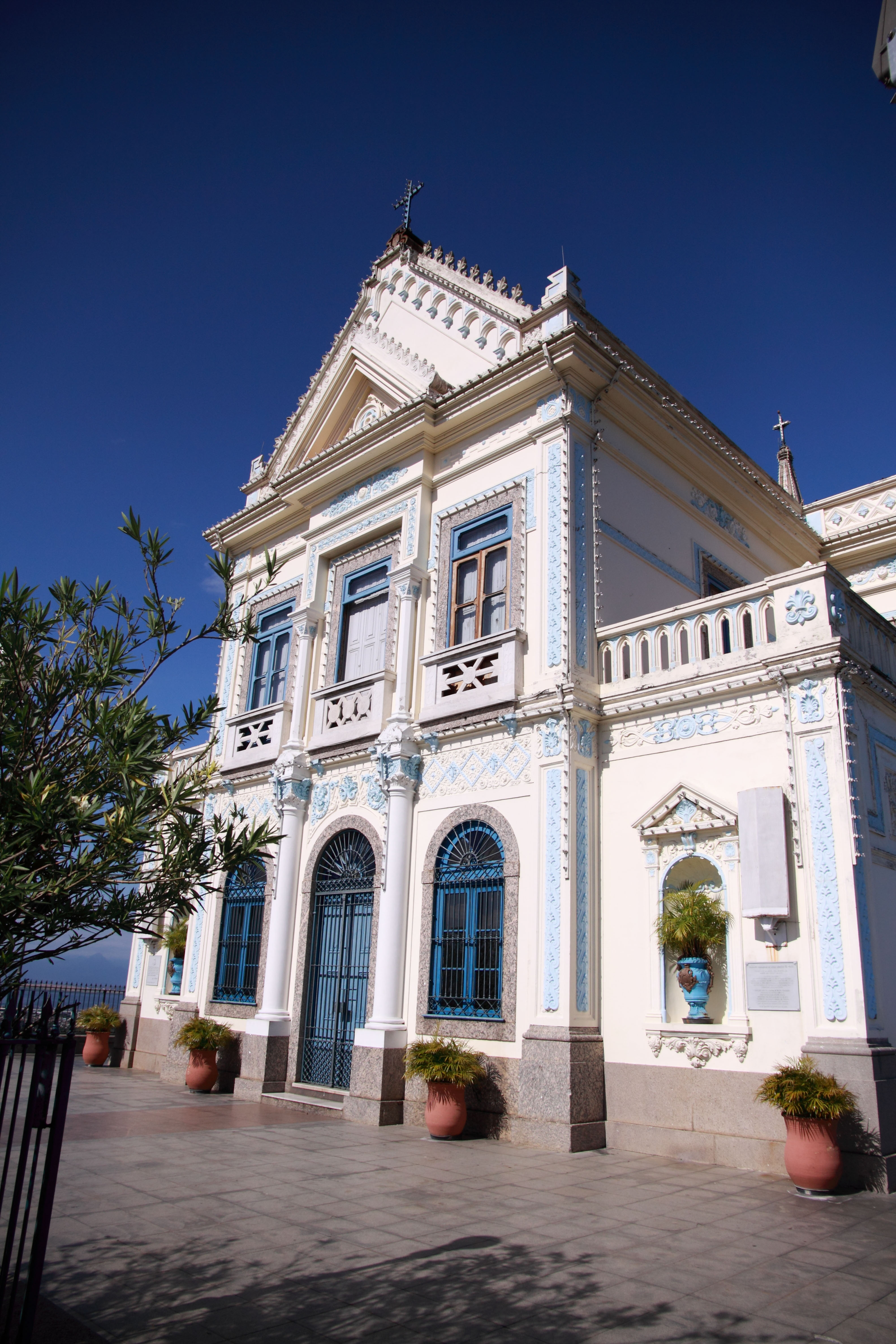
Igreja da Penha vista da saída do Plano Inclinado.

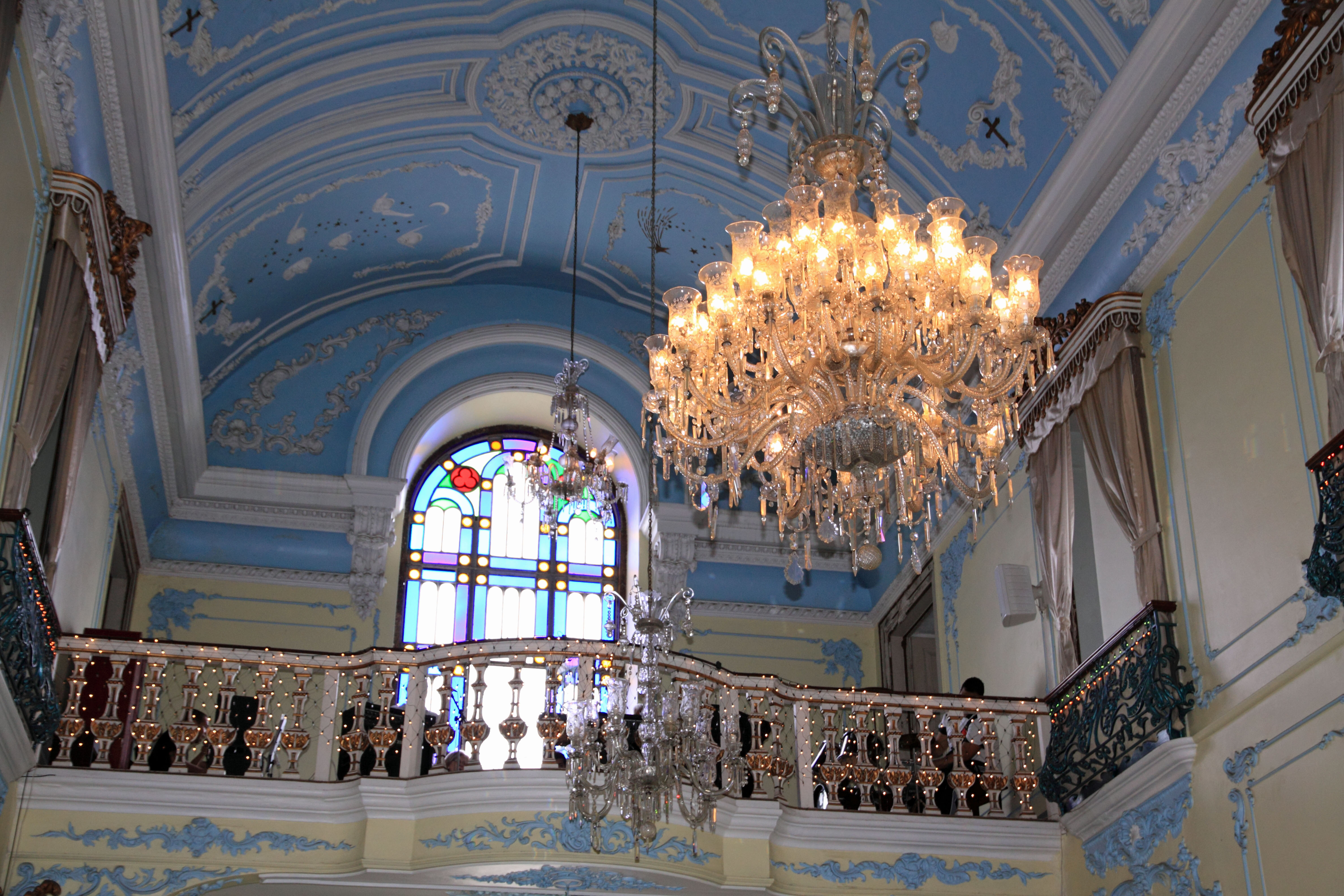
Local do coro da igreja.

Como a Igreja surgiu de uma pequena capela e foi sendo desenvolvida e reformada ao longo do tempo, muitos a caracterizam como pertencente ao estilo Eclético. Sua atual aparência deve-se a última reforma, que teve o estilo da arquitetura neogótica como referência. Em 1900, o engenheiro arquiteto Luiz de Moraes Júnior nascido em Portugal, migrou para o Brasil e aqui, a convite do padre Ricardo, que era vigário geral da Igreja instalou-se no Rio de Janeiro onde dedicou-se a atividades de restauração de fachada da Igreja, que foram concluídas em 1902.
Em 1860, o estilo Neoclássico que estava em alta no Rio, perde força. A ele foram acrescentados outros estilos como o Neogótico Romântico que esteve presente em muitos prédio públicos. O auge do ecletismo carioca, porém, se deu na passagem do século XIX para o XX, exatamente na época da última restauração/reforma da Igreja da Penha.
Sua forma atual possui diversas influências arquitetônicas, dá-se seu estilo Eclético, e que podem ser percebidas em características formais como:
1) Simetria: sua fachada principal possui duas torres ladeando o corpo central;
2) Guarda corpo em balaustrada em sua fachada posterior, que tem acesso pelas escadarias;
3) Base, corpo e coroamento, característica remanescente do neoclássico;
4) Torres elevadas e pontiagudas, característica do estilo neogótico;
5) Frontão com função apenas decorativa, típico da arquitetura religiosa do século XVII e das regiões de mineração;
6) Laterais avarandadas;
7) Ornamentação interior em azul claro e dourado.
As cores das portas, assim como as galerias, o mezanino e a estrutura da Igreja é toda original; já o altar, ornamentado em dourado foi colocado no século XX e o altar original, em madeira e ornamentado foi colocado na sacristia.